# Vukovi umiru sami
Vukovi umiru sami – singiel chorwackiego piosenkarza Borisa Novkovicia z gościnnym udziałem Chorwackiego Narodowego Zespołu Ludowego „Lado” napisany przez samego artystę we współpracy z Franjo Valenticiem oraz promujący reedycję jego dziewiątej płyty studyjnej zatytułowanej Ostvaren san wydanej w 2005 roku.
W lutym 2005 roku utwór został ogłoszony jedną z propozycji dopuszczonych do stawki konkursowej krajowych eliminacji eurowizyjnych Dora 2005. Oficjalna premiera piosenki odbyła się 14 lutego. Pod koniec miesiąca numer został zakwalifikowany jako jedna z osiemnastu propozycji do półfinału selekcji, który odbył się 3 marca. Piosenka została zaprezentowana przez Novkovicia oraz Chorwackiego Narodowego Zespołu Ludowego „Lado” w pierwszym koncercie półfinałowym i z pierwszego miejsca awansowała do organizowanego dwa dni później finału, który ostatecznie wygrała po zdobyciu łącznie 42 815 głosów od telewidzów, dzięki czemu została wybrana na propozycję reprezentującą Chorwację w 50. Konkursie Piosenki Eurowizji rozgrywanego w Kijowie. 19 maja numer został zaprezentowany przez reprezentantów w półfinale widowiska i z czwartego miejsca awansował do finału, w którym zajął ostatecznie jedenaste miejsce ze 115 punktami na koncie, w tym m.in. z maksymalnymi notami 12 punktów od Bośni i Hercegowiny i Słowenii.

## Lista utworów
CD single
1. „Vukovi umiru sami” – 3:04
2. „Vukovi umiru sami” (Instrumental Version) – 3:04

- Teledysk do „Vukovi umiru sami”